# NGC 3105
NGC 3105 is een open sterrenhoop in het sterrenbeeld Zeilen. Het hemelobject werd op 10 april 1834 ontdekt door de Britse astronoom John Herschel.

## Synoniemen
- OCL 798
- ESO 167-SC14
- AM 0958-543